# بيت الجوفي (النادرة)

تعديل مصدري - تعديل

بيت الجوفي، التابعة لعزلة مقنع الاعلى بمديرية النادرة إحدى مديريات محافظة إب في الجمهورية اليمنية، بلغ تعداد سكانها 959 حسب تعداد اليمن لعام 2004.